# Toronto

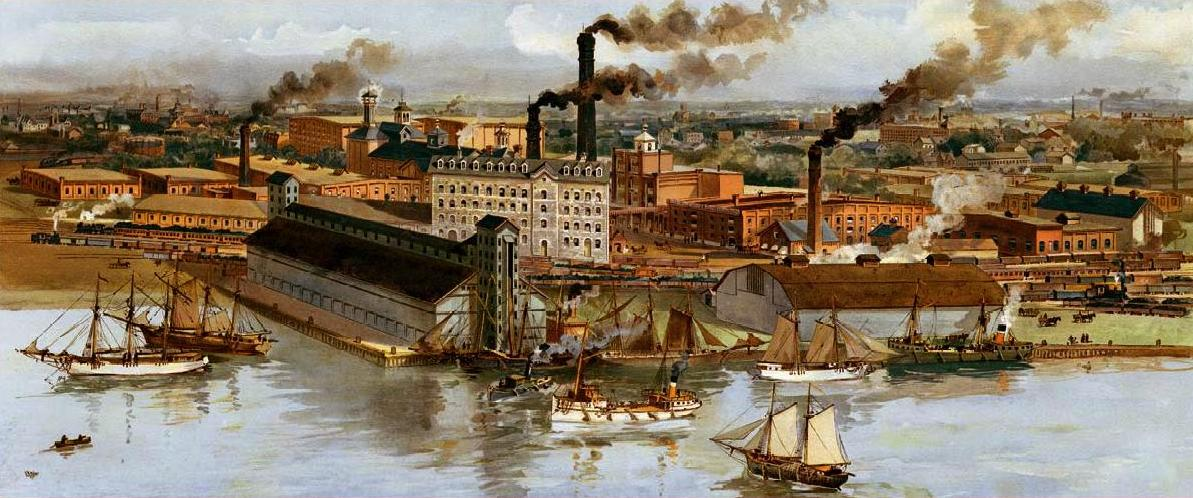
Tòa nhà Gooderham và Worts khoảng thế kỉ 19. Nhà máy chưng cất này đã trở thành nhà máy sản xuất rượu whisky lớn nhất thế giới vào thập niên 1860.

Toronto (phát âm tiếng Anh: /təˈrɒntoʊ/, địa phương /ˈtrɒnoʊ/) là thành phố đông dân nhất tại Canada và là tỉnh lỵ của tỉnh Ontario. Thành phố nằm ở miền Nam Ontario, tại bờ phía tây bắc của hồ Ontario. Lịch sử Toronto bắt đầu vào cuối thế kỷ 18 khi Vương thất Anh Quốc mua đất từ người bản địa. Khu định cư được thiết lập tại đây mang tên là York, và được Phó Thống đốc John Graves Simcoe chọn làm thủ đô của Thượng Canada. Thành phố bị cướp phá trong Chiến tranh Hoa Kỳ - Anh Quốc năm 1812. Năm 1834, York trở thành một thành phố và đổi tên sang Toronto. Thành phố bị thiệt hại do hai đại hỏa hoạn vào năm 1849 và 1904. Từ năm 1954, thành phố có những đợt mở rộng ranh giới thông qua sáp nhập các đô thị xung quanh, lần gần đây nhất là vào năm 1998.
Theo điều tra nhân khẩu Canada năm 2011, thành phố có 2,6 triệu dân cư, là thành phố đông dân thứ năm tại Bắc Mỹ. Tuy nhiên, đến năm 2012, chính quyền thành phố công bố ước tính dân số là 2.791.140, khiến truyền thông tường thuật rằng Toronto là thành phố đông dân thứ tư tại Bắc Mỹ và là thành phố Vùng Ngũ Đại Hồ đông dân nhất, vượt qua Chicago. Khu vực đại đô thị thống kê (CMA) có dân số là 5.583.064, và khu vực Đại Toronto (GTA) có dân số là 6.054.191 theo điều tra nhân khẩu năm 2011. Toronto nằm tại trung tâm của khu vực Đại Toronto, và của khu vực dân cư đông đúc Golden Horseshoe tại miền Nam Ontario. Dân cư thế giới và quốc tế của thành phố phản ánh vai trò của Toronto là một điểm đến quan trọng của những người nhập cư tới Canada. Toronto là một trong những thành phố đa dạng nhất trên thế giới về tỷ lệ dân cư không sinh tại địa phương, với khoảng 49% dân số sinh bên ngoài Canada.
Toronto là thủ đô thương nghiệp của Canada, là nơi đặt trụ sở của sở giao dịch chứng khoán Toronto và năm ngân hàng lớn nhất toàn quốc. Những khu vực kinh tế hàng đầu trong thành phố là tài chính, dịch vụ doanh nghiệp, viễn thông, hàng không vũ trụ, giao thông, truyền thông, nghệ thuật, xuất bản, sản xuất phần mềm, nghiên cứu y tế, giáo dục, du lịch và, và kỹ thuật. Toronto được GaWC xếp hạng là một thành phố toàn cầu hạng alpha và đứng hàng đầu thế giới về Chỉ số trung tâm tài chính toàn cầu. Toronto cũng luôn được xếp là một trong những thành phố dễ sống nhất theo xếp hạng của Đơn vị tin tức kinh tế học và Điều tra chất lượng sinh hoạt Mercer.

## Lịch sử
Khi những người châu Âu lần đầu đến địa điểm mà nay là Toronto, người Iroquois cư trú tại khu vực lân cận, lúc đó người Iroquois đã thay thế người Wyandot vốn chiếm giữ khu vực trong hàng thế kỷ trước khoảng 1500. Tên gọi Toronto có bắt nguồn từ tkaronto trong tiếng Iroquois, nghĩa là "nơi những cái cây mọc trong nước". Điều này ám chỉ đến phần cực bắc của nơi mà hiện là hồ Simcoe, nơi người Huron trồng cây nhỏ để quây cá. Một tuyến đường chuyển tải từ hồ Ontario đến hồ Huron chạy qua điểm này, khiến tên gọi được sử dụng phổ biến. Trong thập niên 1660, người Iroquois thiết lập hai làng trong khu vực mà nay là Toronto, Ganatsekwyagon bên bờ sông Rouge và Teiaiagon bên bờ sông Humber. Đến năm 1701, người Mississauga thay thế người Iroquois, người Iroquois từ bỏ khu vực Toronto vào cuối Các cuộc chiến tranh Hải ly.
Năm 1750, các thương nhân người Pháp lập nên pháo đài Rouillé tại nơi mà nay là khu vực Triển Lãm, song từ bỏ vào năm 1759. Trong Cách mạng Mỹ, khu vực tiếp nhận một dòng người Anh định cư trung thành với Đế quốc chạy đến các vùng đất hoang ở phía bắc hồ Ontario. Năm 1787, Anh Quốc dàn xếp mua đất với người Mississauga, do đó củng cố trên một phần tư triệu acres (1000 km²) đất tại khu vực Toronto.
Năm 1793, Thống đốc John Graves Simcoe thiết lập đô thị York trên khu định cư sẵn có, đặt tên theo Vương tử Frederick, Công tước xứ York và Albany. Simcoe chọn York để thay thế Newark trong vai trò thủ đô của Thượng Canada, tin rằng địa điểm mới sẽ có khả năng phòng thủ tốt hơn trước khả năng bị Hoa Kỳ tiến công. Pháo đài York được xây dựng tại lối vào cảng tự nhiên của thị trấn, được một bán đảo bãi cát dài bảo vệ.

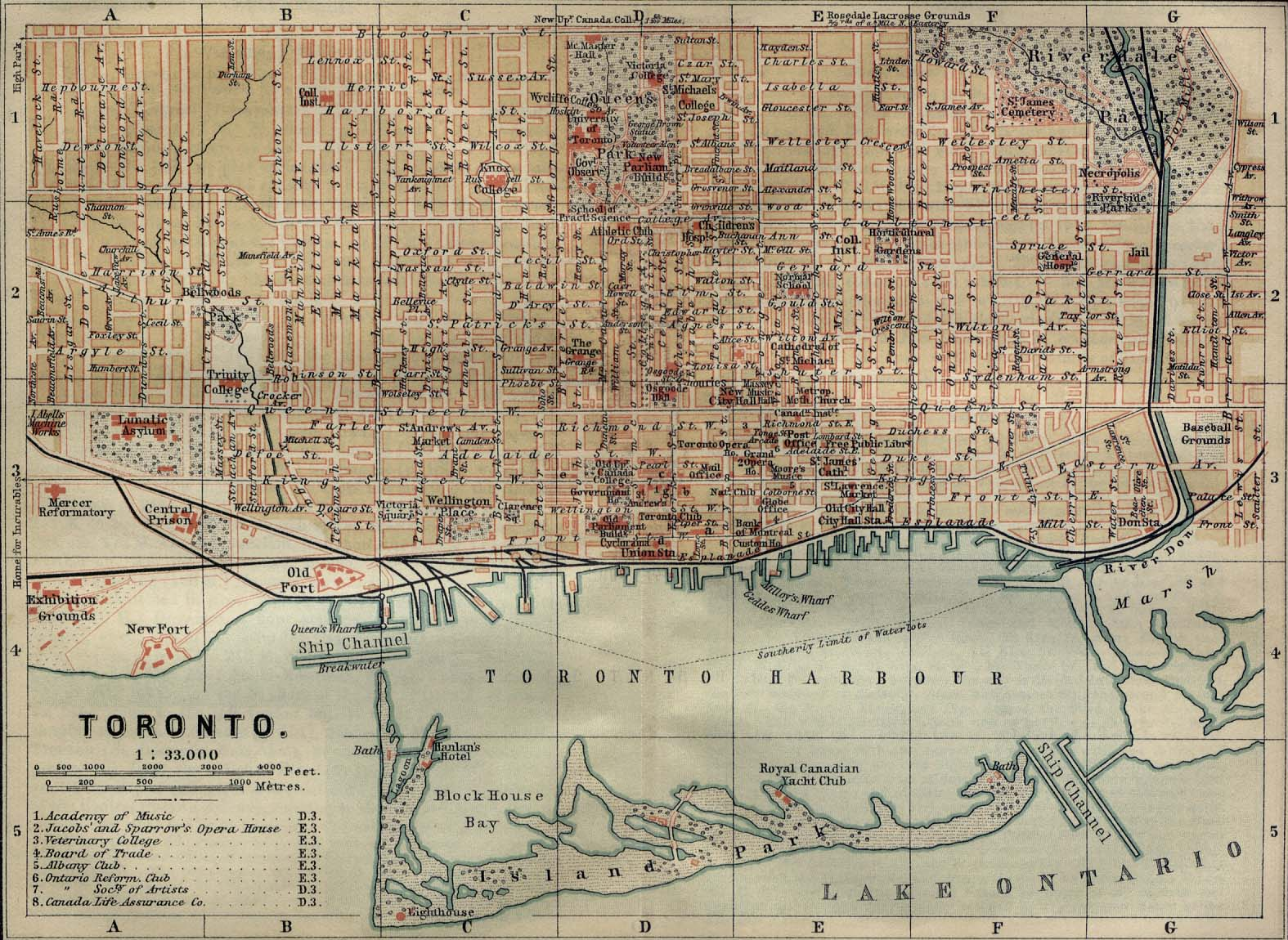
Bản đồ Toronto, 1894

Năm 1813, trong khuôn khổ Chiến tranh Hoa Kỳ - Anh Quốc, trận York kết thúc với kết quả lực lượng Hoa Kỳ chiếm và cướp bóc thị trấn. Binh sĩ Hoa Kỳ phá hủy hầu hết phái đài York và phóng hỏa tòa nhà nghị viện trong thời gian chiếm đóng. Việc Hoa Kỳ cướp phá York là một động cơ chính khiến quân Anh đốt cháy Washington sau đó. York được hợp nhất tổ chức thành thành phố Toronto vào ngày 6 tháng 3 năm 1834.
Dân số Toronto đương thời chỉ có 9.000, trong đó có những nô lệ da đen chạy trốn, một số người trong số đó do những người trung thành với Đế quốc đưa đến. Chế độ nô lệ bị cấm hoàn toàn tại Thượng Canada vào năm 1834. Chính trị gia cải lương William Lyon Mackenzie trở thành thị trưởng đầu tiên của Toronto và lãnh đạo Nổi dậy Thượng Canada vào năm 1837 nhằm chống chính phủ thực dân Anh Quốc song không thành công. Thành phố phát triển nhanh chóng suốt thời gan còn lại của thế kỷ 19, với vị thế là một điểm đến chính của những người nhập cư tới Canada. Dòng dân nhập cư đáng kể đầu tiên xuất hiện khi nạn đói khoai tây Ireland đưa một lượng lớn người Ireland đến thành phố, một số người trong đó chỉ cư trú tạm thời tại Toronto và hầu hết họ là tín đồ Công giáo La Mã. Đến năm 1851, dân cư sinh tại Ireland trở thành dân tộc đơn lẻ lớn nhất trong thành phố. Những người Ireland nhập cư theo Tin Lành có số lượng ít hơn, cộng đồng này được dân cư người Scotland và Anh cư trú từ trước hoan nghênh, khiến Orange Order có ảnh hưởng đáng kể và kéo dài đối với xã hội Toronto.
Toronto từng hai lần là thủ đô của tỉnh Canada thống nhất: lần đầu từ năm 1849 đến năm 1852 sau bất ổn tại Montréal, và trong giai đoạn 1856–1858. Do là thủ đô của Thượng Canada từ năm 1793, Toronto trở thành tỉnh lị của tỉnh Ontario sau khi tỉnh này được hình thành chính thức vào năm 1867. Do có vị thế là tỉnh lị, thành phố là nơi đặt tòa nhà chính phủ, dinh thự của phó vương đại diện cho quyền lực của vương thất tại Ontario.

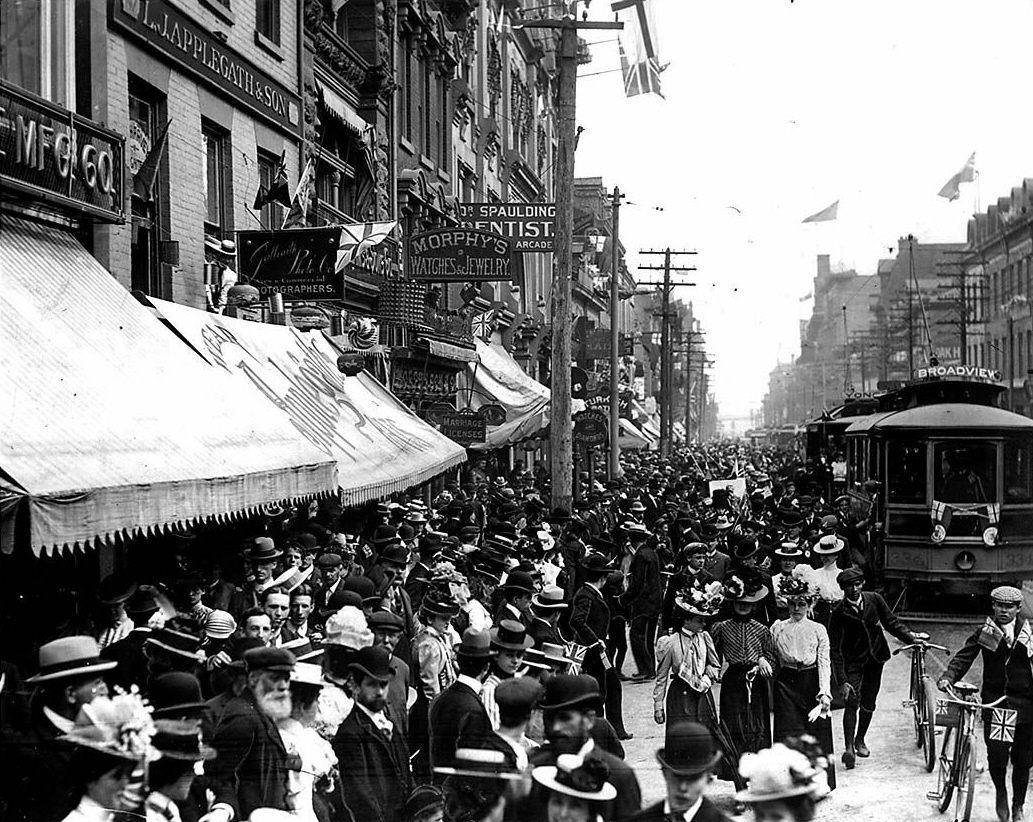
Phố Yonge vào năm 1900

Trong thế kỷ 19, một hệ thống cống quy mô lớn được xây dựng, và các phố được chiếu sáng thường xuyên bằng đèn khí. Các tuyến đường sắt đường dài được xây dựng, trong đó một tuyến được hoàn thành vào năm 1854 liên kết Toronto với các hồ thượng trong Ngũ Đại Hồ. Đường sắt xuất hiện làm tăng mạnh số người nhập cư đến, thương nghiệp và công nghiệp, cùng với các thuyền hơi nước và thuyền hai buồm hồ Ontario cập cảng từ trước góp phần biến Toronto trở thành một cửa ngõ lớn kết nối thế giới với vùng nội địa của lục địa Bắc Mỹ. Toronto trở thành trung tâm cất rượu cồn lớn nhất tại Bắc Mỹ; nhà máy cất rượu Gooderham and Worts trở thành nhà máy whiskey lớn nhất thế giới vào thập niên 1860. Phát triển hạ tầng cảng và đường sắt tạo thuận lợi cho xuất khẩu gỗ và nhập khẩu than Pennsylvania. Đại hỏa hoạn năm 1904 phá hủy một phần lớn khu trung tâm Toronto, song thành phố nhanh chóng tái thiết. Đại hỏa hoạn khiến các luật an toàn cháy nổi thêm nghiêm ngặt và phát triển sở cứu hỏa của thành phố.
Bắt đầu từ cuối thế kỷ 19 cho đến đầu thế kỷ 20, thành phố tiếp nhận các nhóm nhập cư mới, đặc biệt là người Đức, người Pháp, người Ý, và người Do Thái đến từ Đông Ấu. Tiếp nối ngay sau họ là những người Hoa, người Nga, người Ba Lan, và những người nhập cư Đông Âu khác. Giống như người Ireland đến từ trước, nhiều người nhập cư sống trong những khu vực tồi tàn đông đúc. Mặc dù có tốc độ tăng trưởng nhanh chóng, song cho đến thập niên 1920, dân số và tầm quan trọng kinh tế của Toronto tại Canada vẫn đứng thứ hai sau Montréal. Tuy nhiên, đến năm 1934 thì sở giao dịch chứng khoán Toronto trở thành sở giao dịch chứng khoán lớn nhất toàn quốc.
Sau Chiến tranh thế giới thứ hai, những người tị nạn hậu quả chiến tranh từ châu Âu và Trung Quốc đến Toronto để tìm kiếm công việc, cũng như các lao động xây dựng, chủ yếu là từ Ý và Bồ Đào Nha. Sau khi bãi bỏ những chính sách nhập cư dựa trên chủng tộc vào cuối thập niên 1960, người nhập cư đến Toronto từ khắp nơi trên thế giới. Dân số Toronto tăng lên trên một triệu vào năm 1951 khi ngoại ô hóa quy mô lớn bắt đầu, và tăng gấp đôi lên hai triệu vào năm 1971. Đến thập niên 1980, Toronto vượt qua Montréal để trở thành thành phố đông dân nhất và trung tâm kinh tế chủ yếu của Canada. Trong thời gian này, một phần là do tính chất bất xác định chính trị do sự nổi lên của phong trào chủ quyền Québec, nhiều công ty quốc gia và đa quốc gia chuyển trụ sở chính của họ ra khỏi Montréal đến Toronto và các thành phố ở miền Tây Canada.
Năm 1954, thành phố Toronto và 12 đô thị xung quanh liên hiệp thành một chính quyền khu vực được gọi là Metropolitan Toronto. Bùng nổ kinh tế hậu chiến dẫn đến phát triển ngoại ô nhanh chóng, và người ta cho là một chiến lược sử dụng đất phối hợp và chia sẻ các dịch vụ sẽ tạo ra hiệu quả lớn hơn cho khu vực. Chính quyền khu vực đô thị bắt đầu quản lý những dịch vụ vượt qua ranh giới các đô thị, trong đó có xa lộ, cảnh sát, nước và giao thông công cộng. Một nửa thế kỷ sau đại hỏa hoạn năm 1904, thành phố lại chịu tai họa khi bão Hazel đem theo gió mạnh và lũ quét. Trong khu vực Toronto có 81 người thiệt mạng và gần 1.900 gia đình bị mất nhà, bão gây thiệt hại kinh tế 25 triệu $.
Năm 1967, bảy đô thị nhỏ nhất của Metropolitan Toronto được hợp nhất với các đô thị lân cận lớn hơn, tạo ra một kết cấu gồm sáu đô thị: đô thị cũ Toronto, East York, Etobicoke, North York, Scarborough, và York. Năm 1998, chính phủ tỉnh Ontario giải thể chính quyền đại đô thị, toàn bộ sáu đô thị được hợp nhất thành một đô thị đơn nhất, hình thành thành phố Toronto hiện nay. Toronto dự kiến tổ chức Đại hội Thể thao liên châu Mỹ vào năm 2015.
|  |

|  |

## Địa lý

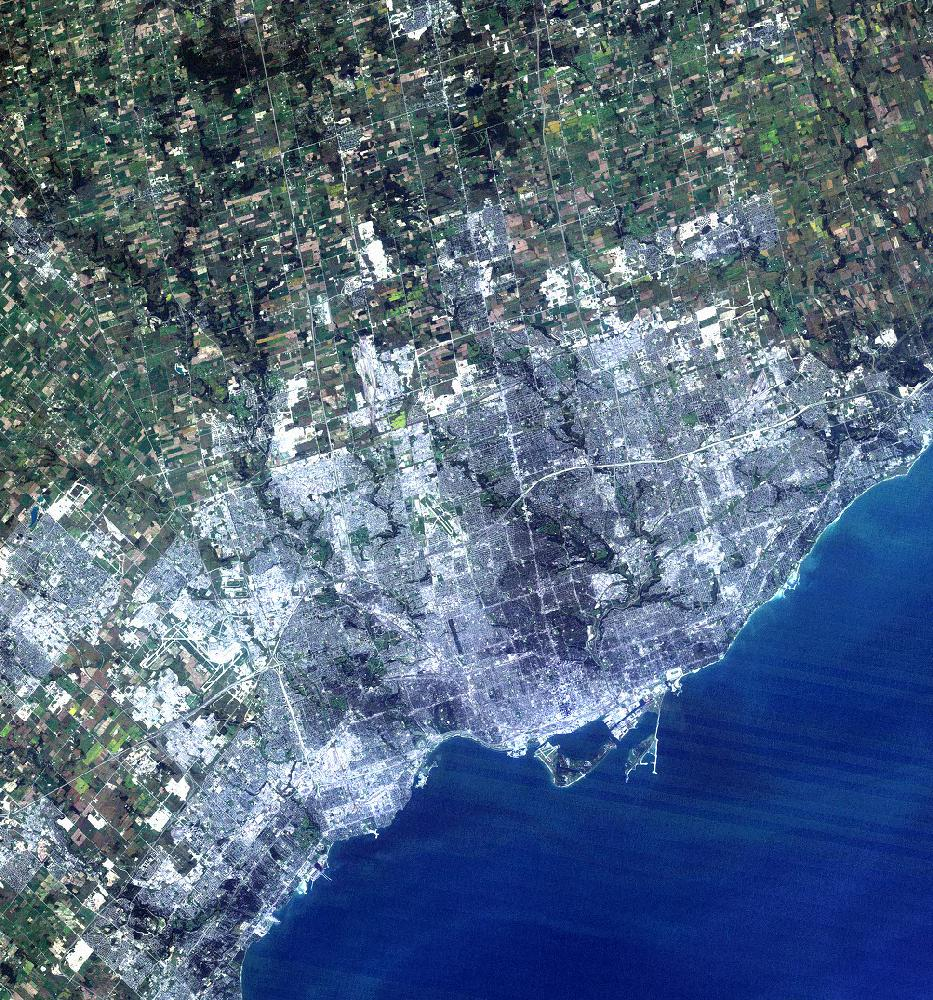
Hình ảnh vệ tinh của Toronto do Landsat 7 của NASA chụp vào năm 2004.

Toronto có diện tích 630 kilômét vuông (243 dặm vuông Anh), khoảng cách bắc-nam tối đa là 21 kilômét (13 mi) và khoảng cách đông-tây tối đa là 43 km (27 mi). Thành phố có 46 kilômét (29 mi) bờ hồ Ontario. Quần đảo Toronto và Port Lands kéo dài vào trong hồ, che chắn phần nào cho cảng Toronto ở phía nam lõi trung tâm đô thị. Ranh giới của Toronto giới hạn bởi là hồ Ontario ở phía nam, sông Etobicoke và tỉnh lộ 427 ở phía tây, đại lộ Steeles ở phía bắc và sông Rouge cùng đường Scarborough-Pickering Townline ở phía đông.
Thành phố bị ba sông cùng nhiều chi lưu của chúng cắt ngang: sông Humber ở cực tây và sông Don ở phía đông khu trung tâm gần cảng Toronto, và sông Rouge tạo thành ranh giới phía đông của thành phố. Cảng Toronto được hình thành một cách tự nhiên nhờ trầm tích tích tụ từ các dòng nước trong hồ tạo nên quần đảo Toronto. Nhiều sông suối chảy từ phía bắc hướng đến hồ bào mòn địa hình thành những vùng khe núi lớn có cây cối rậm rạp, tạo ra các địa điểm lý tưởng để hình thành những công viên và đường tản bộ tiêu khiển. Tuy nhiên, các khe núi cũng gây trở ngại cho thiết kế ô vuông của thành phố, dẫn đến việc nhiều đại lộ kết thúc ở một bên khe núi và tiếp tục ở bên khác. Những khe núi sâu tỏ ra hữu dụng trong việc thoát nước khi có mưa lớn.

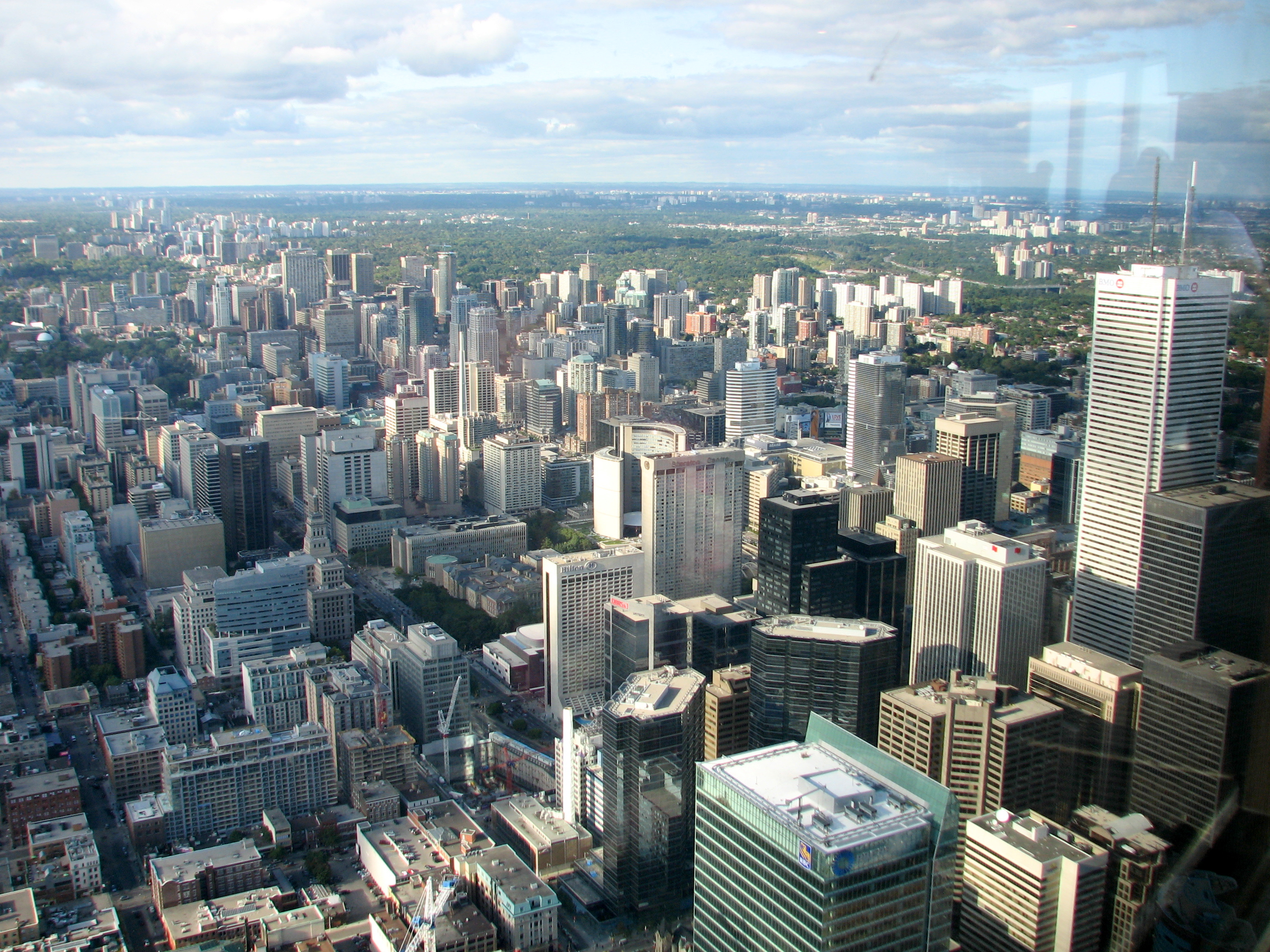
Góc bên phải của hình là First Canadian Place, tòa nhà cao nhất Canada (cho đến năm 2022) với chiều cao 298m (tính đến mái nhà)

Trong kỷ băng hà cuối, phần hạ của Toronto ở bên dưới hồ băng Iroquois. Ngày nay, một loạt vách đứng đánh dấu ranh giới cũ của hồ. Mặc dù có những khe núi sâu, Toronto không có địa hình đối núi đáng kể, song độ cao tăng dần khi ra xa hồ. Độ cao biến đổi từ 75 mét (246 ft) trên mực nước biển tại bờ hồ Ontario đến 209 m (686 ft) trên mực nước biển gần Đại học York ở phần cực bắc của thành phố tại nơi giao cắt giữa phố Keele và đại lộ Steeles. Phần lớn diện tích đất liền bờ hồ hiện nay đối diện với cảng Toronto được lấp đất nhân tạo vào cuối thế kỷ 19, phần lớn Port Lands nằm lân cận cũng là do lấp đất. Quần đảo Toronto nguyên là một mũi đất song một cơn bão vào năm 1858 đã cắt đứt kết nối của nó với đại lục, tạo ra một kênh mà sau này được các tàu sử dụng để tiếp cận bến tàu.
Toronto có khí hậu lục địa ẩm (Köppen: Dfa/Dfb), với mùa hè ấm và ẩm và mùa đông lạnh. Thành phố trải qua bốn mùa riêng biệt, chênh lệch nhiệt độ giữa các ngày là đáng kể, đặc biệt là khi thời tiết lạnh. Do đô thị hóa và nằm sát hồ, Toronto có chênh lệch nhiệt độ ngày đêm khá thấp. Không gian đô thị đông đúc khiến cho ban đêm ấm hơn quanh năm và trong mùa đông không lạnh như khu vực xung quanh (đặc biệt là ở phía bắc của thành phố); tuy nhiên, thành phố có thể mát hơn đáng kể vào nhiều chiều mùa xuân và đầu hè do ảnh hưởng của gió thổi từ hồ. Những ảnh hưởng thủy vực quy mô nhỏ khác lên khí hậu Toronto gồm có tuyết hiệu ứng hồ, sương mù, và trễ mùa.
Trong mùa đông, Toronto đôi khi bất chợt có nhiệt độ dưới −10 °C (14 °F), thường khiến cảm thấy lạnh hơn do phong hàn. Bão tuyết, thỉnh thoảng kèm với đóng băng và mưa, có thể phá hỏng lịch trình làm việc và lữ hành, tuyết rơi thành đống có thể xuất hiện từ tháng 11 đến giữa tháng 4. Tuy nhiên, cũng có thể xuất hiện những khoản thời gian thời tiết ôn hòa trong hầu hết mùa đông, làm tan những đóng tuyết. Những tháng mùa hè có đặc trưng là thời tiết ẩm kéo dài, nhiệt độ thường dao động trong khoảng 23 đến 31 °C (73 đến 88 °F), nhiệt độ ban ngày thỉnh thoảng vượt quá 35 °C (95 °F) kèm theo độ ẩm cao khiến cảm thấy ngột ngạt. Mùa xuân và mùa thu thường có nhiệt độ ôn hòa hoặc mát, các giai đoạn khô và ẩm xen kẽ.
Toronto có lượng mưa phân bố kha đều trong năm, song mùa hè thường là mùa mưa nhiều nhất, nhất là trong các cơn dông. Có những giai đoạn thời tiết khô, song tình hình hiếm khi giống như hạn hán. Lượng giáng thủy trung bình năm là khoảng 831 mm (32,7 in), với lượng tuyết trung bình năm là khoảng 122 cm (48 in). Toronto có trung bình 2.066 giờ nắng mỗi năm, hay 45% số giờ ban ngày, biến động giữa 28% trong tháng 12 đến 60% trong tháng 7.
| Dữ liệu khí hậu của The Annex, Toronto (1981−2010) | Dữ liệu khí hậu của The Annex, Toronto (1981−2010) | Dữ liệu khí hậu của The Annex, Toronto (1981−2010) | Dữ liệu khí hậu của The Annex, Toronto (1981−2010) | Dữ liệu khí hậu của The Annex, Toronto (1981−2010) | Dữ liệu khí hậu của The Annex, Toronto (1981−2010) | Dữ liệu khí hậu của The Annex, Toronto (1981−2010) | Dữ liệu khí hậu của The Annex, Toronto (1981−2010) | Dữ liệu khí hậu của The Annex, Toronto (1981−2010) | Dữ liệu khí hậu của The Annex, Toronto (1981−2010) | Dữ liệu khí hậu của The Annex, Toronto (1981−2010) | Dữ liệu khí hậu của The Annex, Toronto (1981−2010) | Dữ liệu khí hậu của The Annex, Toronto (1981−2010) | Dữ liệu khí hậu của The Annex, Toronto (1981−2010) |
| Tháng                                              | 1                                                  | 2                                                  | 3                                                  | 4                                                  | 5                                                  | 6                                                  | 7                                                  | 8                                                  | 9                                                  | 10                                                 | 11                                                 | 12                                                 | Năm                                                |
| -------------------------------------------------- | -------------------------------------------------- | -------------------------------------------------- | -------------------------------------------------- | -------------------------------------------------- | -------------------------------------------------- | -------------------------------------------------- | -------------------------------------------------- | -------------------------------------------------- | -------------------------------------------------- | -------------------------------------------------- | -------------------------------------------------- | -------------------------------------------------- | -------------------------------------------------- |
| Chỉ số nóng bức cao kỷ lục                         | 15.7                                               | 12.2                                               | 21.7                                               | 31.6                                               | 39.8                                               | 44.5                                               | 43.0                                               | 43.8                                               | 43.8                                               | 31.2                                               | 26.1                                               | 17.7                                               | 44.5                                               |
| Cao kỉ lục °C (°F)                                 | 16.1 (61.0)                                        | 14.4 (57.9)                                        | 26.7 (80.1)                                        | 32.2 (90.0)                                        | 34.4 (93.9)                                        | 36.7 (98.1)                                        | 40.6 (105.1)                                       | 38.9 (102.0)                                       | 37.8 (100.0)                                       | 30.0 (86.0)                                        | 23.9 (75.0)                                        | 19.9 (67.8)                                        | 40.6 (105.1)                                       |
| Trung bình ngày tối đa °C (°F)                     | −0.7 (30.7)                                        | 0.4 (32.7)                                         | 4.7 (40.5)                                         | 11.5 (52.7)                                        | 18.4 (65.1)                                        | 23.8 (74.8)                                        | 26.6 (79.9)                                        | 25.5 (77.9)                                        | 21.0 (69.8)                                        | 14.0 (57.2)                                        | 7.5 (45.5)                                         | 2.1 (35.8)                                         | 12.9 (55.2)                                        |
| Trung bình ngày °C (°F)                            | −3.7 (25.3)                                        | −2.6 (27.3)                                        | 1.4 (34.5)                                         | 7.9 (46.2)                                         | 14.1 (57.4)                                        | 19.4 (66.9)                                        | 22.3 (72.1)                                        | 21.5 (70.7)                                        | 17.2 (63.0)                                        | 10.7 (51.3)                                        | 4.9 (40.8)                                         | −0.5 (31.1)                                        | 9.4 (48.9)                                         |
| Tối thiểu trung bình ngày °C (°F)                  | −6.7 (19.9)                                        | −5.6 (21.9)                                        | −1.9 (28.6)                                        | 4.1 (39.4)                                         | 9.9 (49.8)                                         | 14.9 (58.8)                                        | 18.0 (64.4)                                        | 17.4 (63.3)                                        | 13.4 (56.1)                                        | 7.4 (45.3)                                         | 2.3 (36.1)                                         | −3.1 (26.4)                                        | 5.9 (42.6)                                         |
| Thấp kỉ lục °C (°F)                                | −32.8 (−27.0)                                      | −31.7 (−25.1)                                      | −26.7 (−16.1)                                      | −15 (5)                                            | −3.9 (25.0)                                        | −2.2 (28.0)                                        | 3.9 (39.0)                                         | 4.4 (39.9)                                         | −2.2 (28.0)                                        | −8.9 (16.0)                                        | −20.6 (−5.1)                                       | −30 (−22)                                          | −32.8 (−27.0)                                      |
| Chỉ số phong hàn thấp kỷ lục                       | −36.6                                              | −34.0                                              | −26.0                                              | −17.0                                              | −7.9                                               | 0                                                  | 0                                                  | 0                                                  | 0                                                  | −7.5                                               | −17.2                                              | −33.6                                              | −36.6                                              |
| Lượng Giáng thủy trung bình mm (inches)            | 61.5 (2.42)                                        | 55.4 (2.18)                                        | 53.7 (2.11)                                        | 68.0 (2.68)                                        | 82.0 (3.23)                                        | 70.9 (2.79)                                        | 63.9 (2.52)                                        | 81.1 (3.19)                                        | 84.7 (3.33)                                        | 64.4 (2.54)                                        | 84.1 (3.31)                                        | 61.5 (2.42)                                        | 831.1 (32.72)                                      |
| Lượng mưa trung bình mm (inches)                   | 29.1 (1.15)                                        | 29.7 (1.17)                                        | 33.6 (1.32)                                        | 61.1 (2.41)                                        | 82.0 (3.23)                                        | 70.9 (2.79)                                        | 63.9 (2.52)                                        | 81.1 (3.19)                                        | 84.7 (3.33)                                        | 64.3 (2.53)                                        | 75.4 (2.97)                                        | 38.2 (1.50)                                        | 714.0 (28.11)                                      |
| Lượng tuyết rơi trung bình cm (inches)             | 37.2 (14.6)                                        | 27.0 (10.6)                                        | 19.8 (7.8)                                         | 5.0 (2.0)                                          | 0.0 (0.0)                                          | 0.0 (0.0)                                          | 0.0 (0.0)                                          | 0.0 (0.0)                                          | 0.0 (0.0)                                          | 0.1 (0.0)                                          | 8.3 (3.3)                                          | 24.1 (9.5)                                         | 121.5 (47.8)                                       |
| Số ngày giáng thủy trung bình (≥ 0.2 mm)           | 15.4                                               | 11.6                                               | 12.6                                               | 12.6                                               | 12.7                                               | 11.0                                               | 10.4                                               | 10.2                                               | 11.1                                               | 11.7                                               | 13.0                                               | 13.2                                               | 145.5                                              |
| Số ngày mưa trung bình (≥ 0.2 mm)                  | 5.4                                                | 4.8                                                | 7.9                                                | 11.2                                               | 12.7                                               | 11.0                                               | 10.4                                               | 10.2                                               | 11.1                                               | 11.7                                               | 10.9                                               | 7.0                                                | 114.1                                              |
| Số ngày tuyết rơi trung bình (≥ 0.2 cm)            | 12.0                                               | 8.7                                                | 6.5                                                | 2.2                                                | 0.0                                                | 0.0                                                | 0.0                                                | 0.0                                                | 0.0                                                | 0.08                                               | 3.1                                                | 8.4                                                | 40.9                                               |
| Số giờ nắng trung bình tháng                       | 85.9                                               | 111.3                                              | 161.0                                              | 180.0                                              | 227.7                                              | 259.6                                              | 279.6                                              | 245.6                                              | 194.4                                              | 154.3                                              | 88.9                                               | 78.1                                               | 2.066,3                                            |
| Phần trăm nắng có thể                              | 29.7                                               | 37.7                                               | 43.6                                               | 44.8                                               | 50.0                                               | 56.3                                               | 59.8                                               | 56.7                                               | 51.7                                               | 45.1                                               | 30.5                                               | 28.0                                               | 44.5                                               |
| Nguồn: Bộ Môi trường Canada                        |                                                    |                                                    |                                                    |                                                    |                                                    |                                                    |                                                    |                                                    |                                                    |                                                    |                                                    |                                                    |                                                    |

## Kinh tế

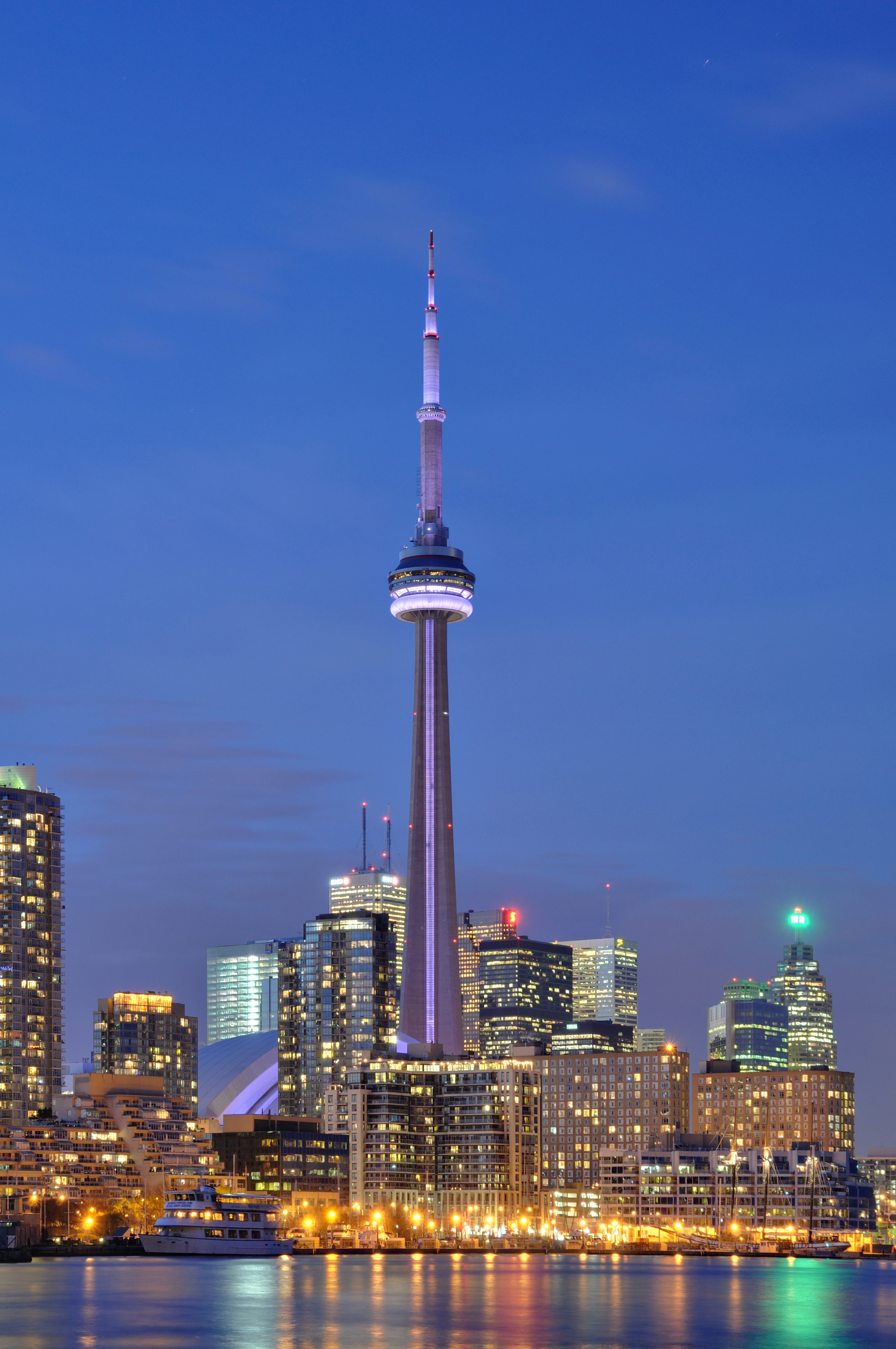
Tháp CN là điểm du lịch chính tại Toronto.

Toronto là một trung tâm quốc tế về kinh doanh và tài chính, thường được xem là thủ đô tài chính của Canada. Các ngân hàng và các hãng môi giới tập trung cao độ tại Bay Street, tại Financial District. Sở giao dịch chứng khoán Toronto là sở giao dịch chứng khoán lớn thứ bảy trên thế giới theo tư bản hóa thị trường (2006). Năm thể chế tài chính lớn nhất của Canada, được gọi chung là Big Five, có các văn phòng quốc gia tại Toronto.
Thành phố là một trung tâm quan trọng đối với truyền thông, xuất bản, viễn thông, công nghệ thông tin và sản xuất phim; là nơi đặt trụ sở của Bell Media, Rogers Communications, và Torstar. Các công ty nổi bật khác của Canada trong khu vực Đại Toronto gồm có Magna International, Celestica, Manulife Financial, Sun Life Financial, và Hudson's Bay Company, và các công ty và hãng điều hành khách sạn lớn như Four Seasons Hotels và Fairmont Hotels and Resorts.
Mặc dù phần lớn các hoạt động sản xuất trong khu vực diễn ra bên ngoài giới hạn của thành phố, song Toronto thiếp tục là một điểm bán buôn và phân phối của khu vực công nghiệp. Vị trí chiến lược của thành phố khi nằm dọc theo Hành lang thành phố Quebec-Windsor và có các liên kết đường bộ và đường sắt hỗ trợ cho các ngành sản xuất xe mô tô, gang, thép, thực phẩm, máy móc, hóa chất và giấy. Việc hoàn tất hải đạo Saint Lawrence vào năm 1959 khiến các tàu có thể tiếp cận Ngũ Đại Hồ từ Đại Tây Dương.

## Nhân khẩu

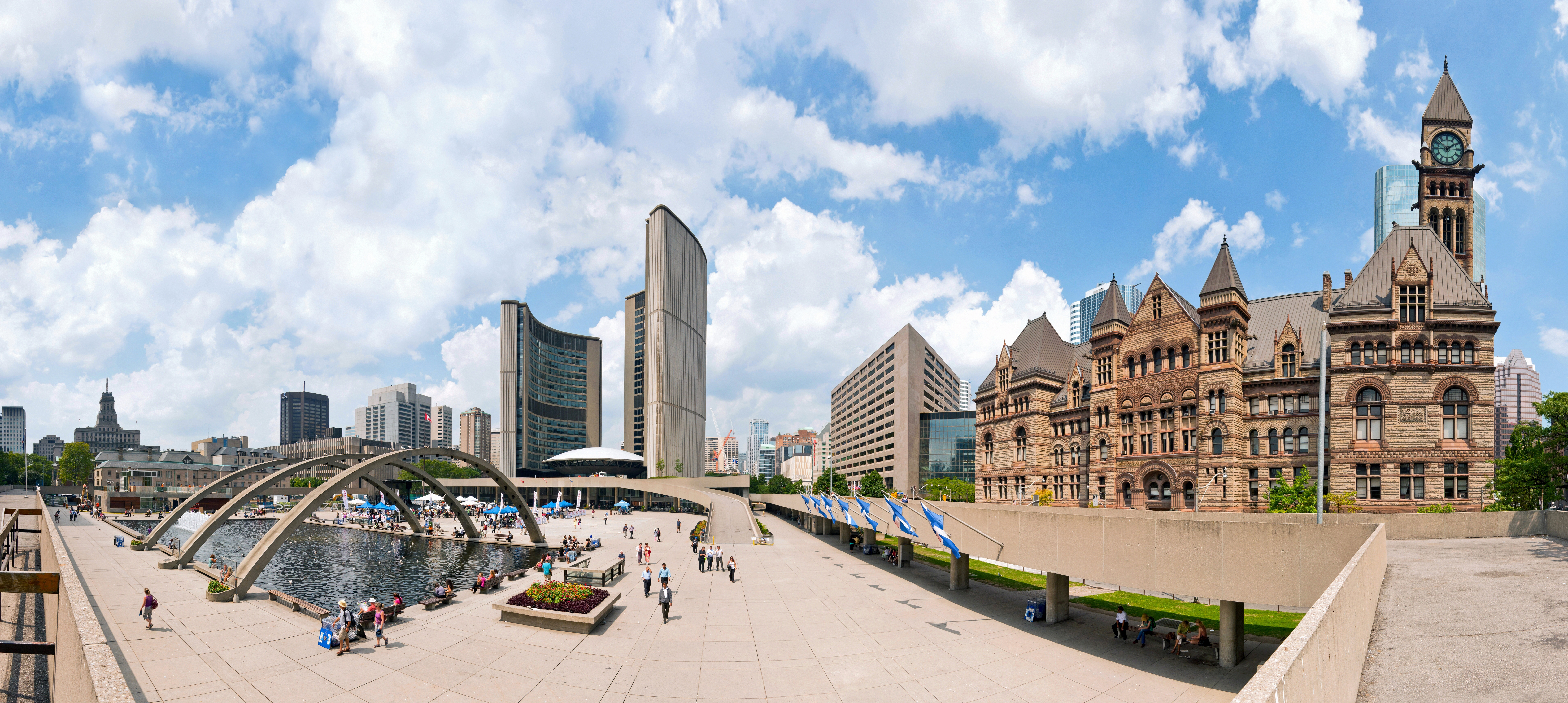
Quảng trường Nathan Phillips. Chính giữa ảnh là Tòa thị chính mới (Toronto City Hall), bên phải ảnh là tòa thị chính cũ

Dân số thành phố tăng trưởng 4% (96.073) từ năm 1996 đến 2001, 1% (21.787) từ năm 2001 đến 2006, và 4,3% (111.779) từ năm 2006 đến 2011. Người từ 14 tuổi trở xuống chiếm 17,5% dân số, người từ 65 trở lên chiếm 13,6%. Độ tuổi trung bình của dân cư Toronto là 36,9 năm. Người sinh tại ngoại quốc chiếm 49,9% dân số. Tỷ lệ giới tính của thành phố là 48% nam giới và 52% nữ giới. Số lượng nữ giới cao hơn nam giới trong mọi nhóm tuổi trên 20. Năm 2011, 49,1% dân cư Toronto thuộc một nhóm thiểu số rõ rệt, và các dân tộc thiểu số rõ rệt được dự tính sẽ chiếm đa số tại khu vực đại đô thị thống kê Toronto vào năm 2017. Năm 1981, dân số thiểu số rõ rệt của Toronto chiếm tỷ lệ 13,6%.
Theo Chương trình Phát triển Liên Hợp Quốc, Toronto là thành phố có tỷ lệ dân số sinh tại ngoại quốc cao thứ nhì trên thế giới, sau Miami, Florida. Không có dân tộc hay văn hóa riêng lẻ này chiếm ưu thế trong dân số nhập cư của Toronto, khiến nó nằm trong số những thành phố đa dạng nhất trên thế giới. Mỗi năm có trên 100.000 người nhập cư đến khu vực Đại Toronto.
Trong điều tra nhân khẩu Canada năm 2001, nguồn gốc dân tộc phổ biến nhất trong thành phố Toronto như sau:
| Nguồn gốc dân tộc | Dân số  | Tỷ lệ |
| ----------------- | ------- | ----- |
| Người Anh         | 333.220 | 12,9  |
| Người Hoa         | 308.690 | 12,0  |
| Người Canada      | 291.665 | 11,3  |
| Người Ireland     | 250.460 | 9,7   |
| Người Scotland    | 245.545 | 9,5   |
| Người Đông Ấn     | 195.590 | 7,6   |
| Người Ý           | 177.065 | 6,9   |
| Người Philippines | 140.420 | 5,5   |
| Người Đức         | 119.030 | 4,6   |
| Người Pháp        | 115.300 | 4,5   |
| Người Ba Lan      | 98.315  | 3,8   |
| Người Bồ Đào Nha  | 93.050  | 3,6   |
| Người Jamaica     | 81.380  | 3,2   |
| Người Do Thái     | 78.860  | 3,1   |
| Người Ukraina     | 64.875  | 2,5   |
| Người Nga         | 62.850  | 2,4   |

Nguồn: 2011 NHS Profile
Toronto là một thành phố đa dạng về chủng tộc, thành phần chủng tộc như sau:
- 50,2% người Da trắng
- 12,7% người Đông Á; 10,8% người Hoa, 1,4% người Hàn, 0,5% người Nhật
- 12,3% người Nam Á
- 8,5% người Da đen
- 7,0% người Đông Nam Á; 5,1% người Philippines
- 2,8% người Mỹ Latinh
- 2,0% người Tây Á
- 1,1% người Ả Rập
- 0,7% người nguyên trú, trong đó 0,5% là các dân tộc trước tiên và 0,2% là người Metis
- 1,5% người đa chủng;  1,7% kể cả Metis
- 1,3% khác

Sự đa dạng này được phản ánh qua các khu phố dân tộc của Toronto, trong đó có phố Trung Hoa, phố Corso Italia, phố Hy Lạp, Kensington Market, phố Hàn, Tiểu Ấn Độ, Tiểu Ý, Tiểu Jamaica, Tiểu Bồ Đào Nha và Roncesvalles.
Năm 2011, tôn giáo được tường trình phổ biến nhất tại Toronto là Cơ Đốc giáo, 54,1% dân số thành phố gắn bó với nhóm tôn giáo này. 28,2% dân số là tín đồ Công giáo La Mã, tiếp đến là Tin Lành (11,9%), Cơ Đốc Chính thống (4,3%), và các giáo phái Cơ Đốc khác (9,7%). Thành phố có một số lượng đáng kể các tín đồ Cơ Đốc Giám Lý, thỉnh thoảng được gọi là Roma của Giám Lý. Các tôn giáo khác hiện diện trong thành phố gồm có Hồi giáo (8,2%), Ấn Độ giáo (5,6%), Do Thái giáo (3,8%), Phật giáo (2,7%), và Tích Khắc giáo (0,8%). Những người không liên kết tôn giáo chiếm 24,2% dân số Toronto.
Tiếng Anh là ngôn ngữ chiếm ưu thế trong dân cư Toronto, song nhiều ngôn ngữ khác có số lượng người nói bản ngữ ở mức đáng kể. Các phương ngôn tiếng Hoa và tiếng Ý là những ngôn ngữ được nói phổ biến thứ nhì và thứ ba trong công việc. Dịch vụ khẩn cấp 9-1-1 của thành phố được trang bị để đáp ứng trên 150 ngôn ngữ.

## Giáo dục
Đại học Toronto (UT), thành lập năm 1827, là đại học xưa nhất của tỉnh bang Ontario và là viện nghiên cứu công lập hàng đầu ở đây. UT còn dẫn đầu thế giới về nghiên cứu y sinh và sở hữu hệ thống thư viện lớn thứ ba ở Bắc Mỹ, chỉ sau Đại học Harvard và Đại học Yale. Ngoài ra, Đại học York ở phía bắc Toronto cũng sở hữu một thư viện luật lớn nhất trong Khối Thịnh vượng chung Anh. Thành phố này cũng là quê hương của các Đại học Ryerson, Cao đẳng Mỹ thuật và Thiết kế Ontario và Đại học Guelph-Humber.
Có năm trường cao đẳng cộng đồng có cấp phát văn bằng ở Toronto là: Cao đẳng Seneca, Cao đẳng Humber, Cao đẳng Centennial, Cao đẳng Sheridan và Cao đẳng George Brown. Ở thành phố Oshawa—nằm gần đó, được xem là một phần của Vùng Đại Toronto—có trường Cao đẳng Durham và Đại học Viện Công nghệ Ontario (University of Ontario Institute of Technology).
Thư viện Công cộng Toronto là một hệ thống thư viện lớn nhất Canada, gồm có 99 chi nhánh với hơn 11 triệu mục.

## Giao thông

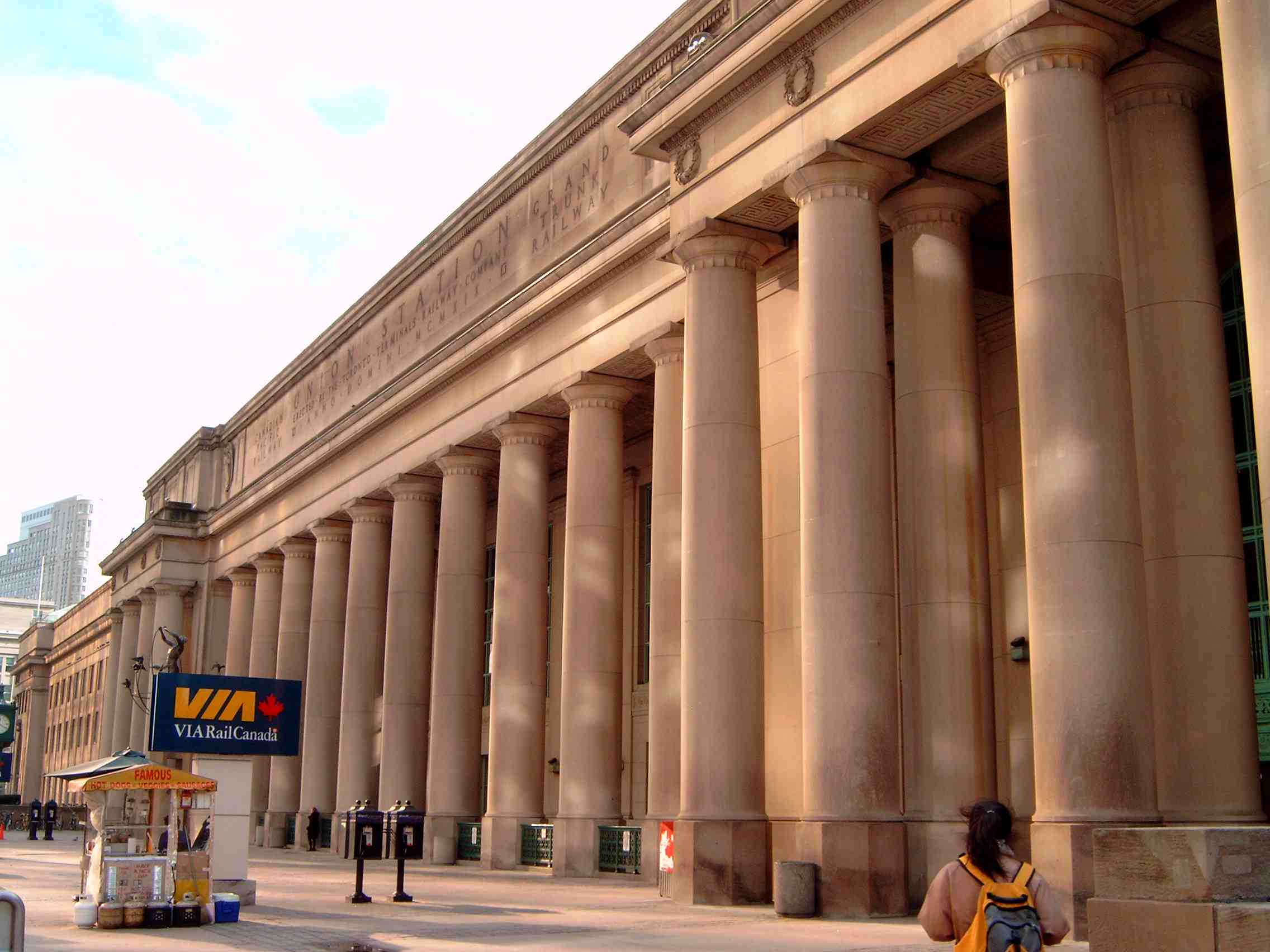
Ga Union

Toronto có các mạng lưới đường bộ, đường sắt và hàng không tập trung ở Nam Ontario. Có nhiều hình thức giao thông trong thành phố Toronto, bao gồm đường cao tốc và giao thông công cộng. Toronto cũng có một mạng lưới đường dành cho xe đạp rộng khắp thành phố.

#### Giao thông công cộng
Hệ thống giao thông công cộng chính của Toronto được vận hành bởi Ủy ban Giao thông Toronto (TTC). Trụ cột quan trọng của mạng lưới giao thông công cộng là hệ thống tàu điện ngầm Toronto, bao gồm ba tuyến vận chuyển nhanh bằng đường sắt chạy qua thành phố. Tuyến tàu điện ngầm nhẹ cũng tồn tại, phục vụ riêng cho quận phía đông của Scarborough, nhưng một cuộc thảo luận đang được tiến hành để thay thế nó bằng một tuyến đường sắt nặng.
TTC cũng vận hành một mạng lưới xe buýt và xe điện rộng khắp, với tuyến sau phục vụ tại trung tâm thành phố và xe buýt cung cấp dịch vụ cho nhiều nơi trong thành phố không được phục vụ bởi mạng lưới tàu điện ngầm thưa thớt. Xe buýt và xe điện TTC sử dụng cùng một hệ thống giá vé như tàu điện ngầm, và nhiều ga tàu điện ngầm cung cấp một khu vực trả tiền vé để chuyển giữa xe lửa và xe mặt nước.
Đã có nhiều kế hoạch mở rộng tàu điện ngầm và triển khai các tuyến đường sắt nhẹ, nhưng nhiều nỗ lực đã bị cản trở bởi những lo ngại về ngân sách. Kể từ tháng 7 năm 2011, công việc duy nhất liên quan đến tàu điện ngầm là tàu điện ngầm Spadina (tuyến 1) mở rộng về phía bắc của ga Sheppard West (tên trước đây là Downsview) đến Trung tâm Vaughan Metropolitan ở Vaughan, ngoại ô phía bắc Toronto. Đến tháng 11 năm 2011, việc xây dựng trên Tuyến 5 Eglinton bắt đầu. Tuyến 5 dự kiến hoàn thành vào năm 2021. Năm 2015, chính quyền thành phố Ontario hứa sẽ tài trợ cho Tuyến 6 Finch West, dự kiến hoàn thành vào năm 2023.

#### Sân bay
Được mệnh danh là sân bay bận rộn nhất Canada, Sân bay Quốc tế Toronto Pearson (YYZ) nằm giữa ranh giới phía tây thành phố Toronto với thành phố ngoại ô Mississauga. Sân bay bắt đầu chuyên chở hành khách vào tháng 6 năm 2015.

## Tội phạm
Với tỷ lệ tội phạm rất thấp, Toronto là một trong những thành phố an toàn nhất ở Bắc Mỹ. Chẳng hạn, năm 2007, tỷ lệ giết người ở Toronto là 3,3 trên 100.000 người, so với Atlanta (19,7), Boston (10.3), Los Angeles (10.0), Thành phố New York (6.3), Vancouver (3.1) và Montreal (2.6). Tỷ lệ trộm cướp của Toronto cũng ở mức thấp, với 207,1 vụ cướp trên 100.000 dân, so với Los Angeles (348,5), Vancouver (266,2), Thành phố New York (265,9) và Montreal (235,3). Toronto cũng có tỷ lệ trộm cắp xe tương đương với một số thành phố của Hoa Kỳ.

## Thành phố kết nghĩa
Các thành phố cộng tác
- Chicago, Illinois, Hoa Kỳ (1991)[45]
- Trùng Khánh, Trung Quốc (1986)[45]
- Frankfurt, Đức (1989)[45]
- Milano, Ý (2003)[45]

Các thành phố bằng hữu
- Thành phố Hồ Chí Minh, Việt Nam (2006)[45]
- Kyiv, Ukraina (1992)[45]
- Quito, Ecuador (2006)[45]
- Rio de Janeiro, Brazil (2015)[45]
- Sagamihara, Nhật Bản (1991)[45]
- Warsaw, Ba Lan (1990)[45]